# پنج بچه و شنی
پنج بچه و شنی با نام اصلی پنج بچه و آن (به انگلیسی: Five Children and It) فیلمی در ژانر فانتزی محصول کشور بریتانیا در سال ۲۰۰۴ به کارگردانی جان استفنسون و نوشتهٔ ادیت نسبیت می‌باشد.
از بازیگران این‌فیلم می‌توان به فردی هایمور، کنت برانا، تارا فیتزجرالد، جاناتان بایلی، زوئی وانامیکر، جسیکا کالریج و پاپی راجرز نام برد.

## داستان
داستان فیلم دربارهٔ پنج خواهر و برادر می‌باشد که چند روزی را باید به دور از خانواده‌شان به علت نا امنی‌های جنگ به خانه عمویشان پناه ببرند تا پس از جنگ همراه با خانواده‌شان به خانه بازگردند اما در آن جا اتفاقاتی جادویی برایشان به رقم‌می‌خورد و با موجودی شگفت‌انگیز و بامزه به نام موجود شنی آشنا می‌شوند که باعث به وجود آمدن اتفاقات شیرینی در زندگی آن‌ها می‌شود.